# اچ‌ام‌اس ابوت‌شم (ام۲۷۸۷)
اچ‌ام‌اس ابوت‌شم (ام۲۷۸۷) (به انگلیسی: HMS Abbotsham (M2787)) یک کشتی بود که طول آن ۱۰۷ فوت ۶ اینچ (۳۲٫۷۷ متر) بود. این کشتی در سال ۱۹۵۵ ساخته شد.